# Apogonia bakeri
Apogonia bakeri är en skalbaggsart som beskrevs av Moser 1915. Apogonia bakeri ingår i släktet Apogonia och familjen Melolonthidae. Inga underarter finns listade i Catalogue of Life.